# Parker-Punkte
Parker-Punkte (PP) bezeichnen die Ergebnisse der Wein-Bewertungen durch den US-amerikanischen Weinkritiker Robert Parker und seine Mit-Autoren. Abweichend von anderen etablierten Systemen der Weinbewertung werden Parker-Punkte entsprechend dem amerikanischen Schulnoten-System zwischen 50 und 100 Punkten vergeben. Die einzelnen Wertungen besagen:
- 96 bis 100 Punkte: außerordentlich – „An extraordinary wine of profound and complex character displaying all the attributes expected of a classic wine of its variety. Wines of this caliber are worth a special effort to find, purchase, and consume.“
- 90 bis 95 Punkte: hervorragend – „An outstanding wine of exceptional complexity and character. In short, these are terrific wines.“
- 80 bis 89 Punkte: überdurchschnittlich bis sehr gut – „A barely above average to very good wine displaying various degrees of finesse and flavor as well as character with no noticeable flaws.“
- 70 bis 79 Punkte: durchschnittlich – „An average wine with little distinction except that it is a soundly made. In essence, a straightforward, innocuous wine.“
- 60 bis 69 Punkte: unterdurchschnittlich, einfacher, harmloser Wein – „A below average wine containing noticeable deficiencies, such as excessive acidity and/or tannin, an absence of flavor, or possibly dirty aromas or flavors.“
- 50 bis 59 Punkte: unakzeptabel – „A wine deemed to be unacceptable.“

Mit einem Plus-Zeichen (+) werden Weine markiert, denen man eine positive Entwicklung mit der Lagerungszeit zutraut, mit einem Fragezeichen (?) hingegen solche, bei denen man unsicher ist, ob die Produkte zum Beispiel in korrekter Verfassung vorgefunden wurden oder sich womöglich fehlerhaft entwickeln.